# Gebersdorf (Frielendorf)
Gebersdorf ist ein Ortsteil der Gemeinde Frielendorf im nordhessischen Schwalm-Eder-Kreis. 

## Geographische Lage
Gebersdorf liegt südwestlich des Hauptortes am westlichen Rand des Knüllgebirges. Am östlichen Ortsrand fließt der Hermesbach, westlich des Ortes verläuft die Bundesstraße 254. Südlich befand sich ein Haltepunkt an der Eisenbahnlinie Treysa-Malsfeld-Eschwege, auf der der Personenverkehr 1981 eingestellt wurde.

## Geschichte
Die älteste bekannte schriftliche Erwähnung von Gebersdorf erfolgte unter dem Namen Geifridesdorf im Jahr 1197. Weitere Erwähnungen erfolgten unter den Ortsnamen (in Klammern das Jahr der Erwähnung): Geverstorp (1250), Gerwersdorf (1262), Geibersdorf (1270) und Gebirzdorf (1389).
1928 wurde ein Teil des aufgelösten Gutsbezirks Frielendorf nach Gebersdorf eingemeindet.
Zum 31. Dezember 1971 wurde der die  im Zuge der Gebietsreform in Hessen die bis dahin selbständige Gemeinde Gebersdorf auf freiwilliger Basis in die Gemeinde Frielendorf eingemeindet. Für die ehemals eigenständigen Gemeinden von Frielendorf wurde je ein Ortsbezirk mit Ortsbeirat und Ortsvorsteher nach der Hessischen Gemeindeordnung gebildet.

## Bevölkerung

### Einwohnerstruktur 2011
Nach den Erhebungen des Zensus 2011 lebten am Stichtag, dem 9. Mai 2011, in Gebersdorf 78 Einwohner. Darunter waren keine Ausländer.
Nach dem Lebensalter waren 15 Einwohner unter 18 Jahren, 36 zwischen 18 und 49, 18 zwischen 50 und 64 und 9 Einwohner waren älter. Die Einwohner lebten in 30 Haushalten. Davon waren 6 Singlehaushalte, 6 Paare ohne Kinder und 15 Paare mit Kindern, sowie 3 Alleinerziehende und keine Wohngemeinschaften. In 6 Haushalten lebten ausschließlich Senioren und in 24 Haushaltungen lebten keine Senioren.

### Einwohnerentwicklung
| Quelle: Historisches Ortslexikon |                             |
| • um 1510:                       | 3 wehrhafte Männer          |
| • 1537:                          | 5 Hausgesesse               |
| • 1585:                          | 9 Hausgesesse               |
| • 1639:                          | 7 Männer, eine Witwe        |
| • 1681:                          | 8 Hausgesesse               |
| • 1748:                          | 10 Hausgesesse, 55 Menschen |

| Gebersdorf: Einwohnerzahlen von 1834 bis 2017 | Gebersdorf: Einwohnerzahlen von 1834 bis 2017 | Gebersdorf: Einwohnerzahlen von 1834 bis 2017 | Gebersdorf: Einwohnerzahlen von 1834 bis 2017 | Gebersdorf: Einwohnerzahlen von 1834 bis 2017 |
| --- | --------------------------------------------- | --------------------------------------------- | --------------------------------------------- | --------------------------------------------- |
| Jahr |                                               |                                               |                                               | Einwohner                                     |
| 1834 | 1834                                          |                                               | 119                                           | 119                                           |
| 1840 | 1840                                          |                                               | 119                                           | 119                                           |
| 1846 | 1846                                          |                                               | 116                                           | 116                                           |
| 1852 | 1852                                          |                                               | 107                                           | 107                                           |
| 1858 | 1858                                          |                                               | 110                                           | 110                                           |
| 1864 | 1864                                          |                                               | 114                                           | 114                                           |
| 1871 | 1871                                          |                                               | 107                                           | 107                                           |
| 1875 | 1875                                          |                                               | 129                                           | 129                                           |
| 1885 | 1885                                          |                                               | 108                                           | 108                                           |
| 1895 | 1895                                          |                                               | 89                                            | 89                                            |
| 1905 | 1905                                          |                                               | 104                                           | 104                                           |
| 1910 | 1910                                          |                                               | 95                                            | 95                                            |
| 1925 | 1925                                          |                                               | 103                                           | 103                                           |
| 1939 | 1939                                          |                                               | 79                                            | 79                                            |
| 1946 | 1946                                          |                                               | 143                                           | 143                                           |
| 1950 | 1950                                          |                                               | 152                                           | 152                                           |
| 1956 | 1956                                          |                                               | 124                                           | 124                                           |
| 1961 | 1961                                          |                                               | 117                                           | 117                                           |
| 1967 | 1967                                          |                                               | 98                                            | 98                                            |
| 1980 | 1980                                          |                                               | ?                                             | ?                                             |
| 1990 | 1990                                          |                                               | ?                                             | ?                                             |
| 2000 | 2000                                          |                                               | ?                                             | ?                                             |
| 2011 | 2011                                          |                                               | 78                                            | 78                                            |
| 2017 | 2017                                          |                                               | 86                                            | 86                                            |
| Datenquelle: Historisches Gemeindeverzeichnis für Hessen: Die Bevölkerung der Gemeinden 1834 bis 1967. Wiesbaden: Hessisches Statistisches Landesamt, 1968. Weitere Quellen: LAGIS; Gemeinde Frielendorf, Zensus 2011 |                                               |                                               |                                               |                                               |

### Historische Religionszugehörigkeit
| Quelle: Historisches Ortslexikon |                                                                    |
| • 1861:                          | 119 evangelisch-reformierte Einwohner.                             |
| • 1885:                          | 108 evangelische (= 100 %) Einwohner                               |
| • 1961:                          | 104 evangelische (= 88,89 %), 12 katholische (= 10,26 %) Einwohner |

### Historische Erwerbstätigkeit
| • 1748: | Einwohner leben nur vom Ackerbau, ein Tagelöhner    |
| • 1838  | Familien: 8 Ackerbau, vier Gewerbe, zwei Tagelöhner |

## Politik
Für Gebersdorf besteht ein Ortsbezirk (Gebiete der ehemaligen Gemeinde Gebersdorf) mit Ortsbeirat und Ortsvorsteher nach der Hessischen Gemeindeordnung. Der Ortsbeirat besteht aus drei Mitgliedern.
Bei den Kommunalwahlen in Hessen 2021 betrug die Wahlbeteiligung zum Ortsbeirat Gebersdorf 69,6 %. Alle Kandidaten gehörten der „Gemeinschaftsliste Dorfgemeinschaft Gebersdorf“ an. Der Ortsbeirat wählte Reinhold Schuchardt zum Ortsvorsteher.

## Kulturdenkmäler
Für die Kulturdenkmäler des Ortes siehe die Liste der Kulturdenkmäler in Gebersdorf (Frielendorf).

## Persönlichkeiten
- Jacob Dörr (1803–1871), Offizier und Mitglied der kurhessischen Ständeversammlung